# Lázek (rozhledna)
Rozhledna Lázek se nachází na stejnojmenném vrchu, kóta 715 m n. m., 1,5 km jihozápadně obce Cotkytle. Vrch Lázek je nejvyšším bodem Zábřežské vrchoviny.

## Historie rozhledny
V roce 1912 byla na vrchu Lázek vedle mohyly, zasvěcené Svatopluku Čechovi, navršené v roce 1908, postavena 15 metrová dřevěná věž se zastřešenou vyhlídkou Národní jednotou z Olomouce. Otevřena byla 28. července. V roce 1918 byla rozhledna stržena. Současná rozhledna byla postavena ze sbírky Klubu českých turistů podle projektu architekta Stejskala v roce 1933, slavnostní otevření bylo 13. srpna. Jde o dřevěnou věž o výšce 20 metrů s vyhlídkovou plošinou ve výšce 17 m, na kterou vede 87 schodů. Současně s ní byla vybudována i chata, pojmenovaná po berním úředníkovi Františku Reichlovi ze Zábřehu. V roce 1989 byla rozhledna vrácena KČT, v roce 1995 přešla do soukromých rukou.
Od roku 2013 byla rozhledna trvale uzavřená. Stav rozhledny a chaty se výrazně zhoršil v roce 2015, kdy se vlastník objektu – karlovarská společnost Deneta, a.s. – ocitla v konkurzu. Objekt byl opuštěn a nechán napospas zlodějům a vandalům. Za této situace byl v rámci Svazku obcí Lanškrounsko v červnu 2015 schválen záměr odkoupit objekt z konkurzní podstaty. Podle znaleckého posudku činila odhadní cena dřevěné rozhledny a rekreační chaty včetně pozemků 831,5 tis. Kč (z toho hodnota samotné budovy cca 97 tis. Kč, bývalé prodejny vstupenek cca 91 tis. Kč a rozhledny cca 516 tis. Kč). Vítězem dražby se v listopadu 2015 stala společnost Paper Black s cenou 2,5 mil. Kč.
V červenci 2016 je rozhledna opět přístupná a bufet je v provozu.
Momentálně otevřeno pouze o víkendu od 11 do 17 hodin

## Přístup
Pěšky po turistické značce:
- červená ze Zábřeha přes Hoštejn a Strážnou nebo ze Štítů přes Cotkytli;
- zelená z Lanškrouna;
- žlutá ze Zábřeha přes Drozdov.

Autem nebo na kole lze dojet až k rozhledně odbočkou ze silnice č. 368 Tatenice–Cotkytle.

## Výhled
Z rozhledny je výhled na Orlické hory, Hrubý Jeseník, Železné hory, za pěkného počasí na Krkonoše a Svatý kopeček u Olomouce.